# John Barrard
John Barrard (* 12. September 1924 in Kapstadt, Südafrikanische Union; † 13. Oktober 2013 in London, England) war ein südafrikanischer Schauspieler. Von 1955 bis zuletzt war er in mehr als 140 Film- und Fernsehproduktionen zu sehen.

## Filmografie
- 1955: Sixpenny Corner
- 1956: Der Mann, der zuviel wußte
- 1956: Der Graf von Monte Christo
- 1956: Nom-de-Plume
- 1956: Douglas Fairbanks, Jr., Presents
- 1956: London Playhouse
- 1956–1957: ITV Play of the Week
- 1958: The Larkins
- 1958: Cinderella
- 1957–1959: BBC Sunday-Night Theatre
- 1959: Murder Bag
- 1959: The Wright People
- 1959: Charlesworth
- 1959: Clash by Night
- 1959: Cover Girl Killer
- 1960: The Army Game
- 1960: Inside Story
- 1960: Augen der Angst
- 1960: Hier Interpol – Inspektor Duval
- 1960: Romano the Peasant
- 1960: Dynamit und krumme Touren
- 1960: Kommissar Maigret
- 1961: If the Crown Fits
- 1960–1961: Bonehead
- 1962: Struck off
- 1962: The Dickie Henderson Show
- 1962: Studio 4
- 1956–1962: Armchair Theatre
- 1962: The Sword in the Web
- 1962: In Soho sind die Nächte heiß
- 1962: Simon Templar
- 1962: Auf zur Navy
- 1962: ITV Television Playhouse
- 1963: Flughafendetektive
- 1963: Dixon of Dock Green
- 1963: Gentlemenkillers
- 1960–1963: BBC Sunday-Night Play
- 1958–1963: Boyd Q. C.
- 1962–1964: Freie Hand für Barlow
- 1964: First Night
- 1964: The Arthur Haynes Show
- 1964: Catch Hand
- 1964: Doctor Who
- 1964: Mike
- 1965: Dr. Finlay’s Casebook
- 1965: Londoners
- 1966: Softly Softly
- 1965–1966: Theatre 625
- 1966: Pardon the Expression
- 1966: The Man in Room 17
- 1966: Thirteen Against Fate
- 1966: Cooperama
- 1966: The Troubleshooters
- 1967: Ways with Words
- 1967: Thirty-Minute Theatre
- 1967: Trapped
- 1967: Crossroads
- 1967: The White Rabbit
- 1967: Boy Meets Girl
- 1968: Public Eye
- 1968: Life with Cooper
- 1968: Der Spinner
- 1968: Her Majesty’s Pleasure
- 1969: Mit Schirm, Charme und Melone
- 1969: Callan
- 1969: Der Spürsinn des Mr. Reeder
- 1969: Detektive
- 1969: Tödlicher Salut
- 1969: Rembrandt
- 1970: W. Somerset Maugham
- 1970: Ours Is a Nice House
- 1970: If It Moves, File It
- 1970: Here Come the Double Deckers!
- 1971: Paul Temple
- 1971: The More We Are Together
- 1971: Doctor at Large
- 1971: The Ten Commandments
- 1971: The Trouble with You, Lilian
- 1972: Three in a Bed
- 1972: The ITV Play
- 1972: Geschichten aus der Gruft
- 1972: The Train Now Standing
- 1972: Budgie
- 1972: Alcock and Gander
- 1971–1972: The Fenn Street Gang
- 1972: Our Miss Fred
- 1972: Kein Pardon für Schutzengel
- 1973: Between the Wars
- 1973: Die Follyfoot Farm
- 1973: Bowler
- 1972–1974: Coronation Street
- 1975: Centre Play
- 1975: The Growing Pains of P.C. Penrose
- 1976: Second Verdict
- 1976: The Crezz
- 1976: Die Füchse
- 1977: Survivors
- 1977: A Roof Over My Head
- 1977: London Belongs to Me
- 1978: Wilde Alliance
- 1978: Whodunnit?
- 1979: House of Caradus
- 1979: Leave It to Charlie
- 1972–1980: The Dick Emery Show
- 1980: Die Abenteuer des Dick Turpin
- 1980: Die Profis
- 1972–1981: Play for Today
- 1981: Diamonds
- 1982: Oliver Twist
- 1982: Legacy of Murder
- 1982: Apocalypse WOW
- 1980–1982: Metal Mickey
- 1976–1983: Last of the Summer Wine
- 1983: Blackadder
- 1983: Affairs of the Heart
- 1983: The Old Men at the Zoo
- 1983: The Witches and the Grinnygog
- 1984: Die Straßen von Ellis Island
- 1985: König David
- 1985: Santa Claus
- 1986: All in Good Faith
- 1986: We’ll Think of Something
- 1986–1987: Never the Twain
- 1987: Terry and June
- 1988: Buster
- 1988: Blind Justice
- 1988: Christabel
- 1989: After Henry
- 1989: Feuersturm und Asche
- 1990: One Foot in the Grave
- 1990: Jeeves and Wooster – Herr und Meister
- 1992: Sean’s Show
- 1993: Der Aufpasser
- 1993: Mehr Schein als Sein
- 1993: Paul Merton: The Seriesj
- 1994: Mr. Bean
- 1996: Die Katze von Kensington
- 1999: Dad
- 1989–1999: The Bill
- 2000: Sunburn
- 2000: As Time Goes By
- 2002: Doctors
- 2006: The 10th Man
- 2011: Swinging with the Finkels